# Amir Hadad
Amir Hadad (hebräisch אמיר חדד; * 17. Februar 1978 in Ramla) ist ein ehemaliger israelischer Tennisspieler.

## Karriere
Hadad spielte bis 1996 auf der ITF Junior Tour. In der Jugend-Rangliste erreichte er Rang 125 im Einzel und Platz 70 im Doppel. Bei Grand-Slam-Turnieren war er im Einzel in Wimbledon am erfolgreichsten, indem er zweimal das Achtelfinale erreichte. Im Doppel zog er 1996 ins Halbfinale der French Open ein. Der größte Erfolg war mit seinem Landsmann Harel Levy der Einzug ins Endspiel des Orange Bowl Ende 1995.
Hadad wechselte schon 1995 zu den Profis, wo er hauptsächlich auf der Ebene der ITF Future Tour und der ATP Challenger Tour aktiv war. In Jerusalem kam er zu seinem ersten Match auf Challenger-Ebene. Durch Erfolge bei Satellites-Turnieren, die Vorgänger der Futures, kam er 1998 das erste Mal in die Top 300 der Weltrangliste, was ihm im Doppel bereits ein Jahr zuvor gelang. In Eilat erreichte er auf der Challenger Tour sein erstes Einzel-Viertelfinale. Mit Harel Levy, seinem langjährigen Doppelpartner, spielte er 1995 und 1996 beim ATP Tel Aviv das erste Match auf der ATP Tour, wo sie ihren ersten Matchsieg feierten. Das erste Halbfinale konnte sie 1998 in Taschkent erreichen. In diesem Jahr gab Hadid auch sein Debüt für die israelische Davis-Cup-Mannschaft in der Partie gegen Österreich, wo er die u. a. die Nummer 149 der Welt, Stefan Koubek, schlug. 1999 gewann er die ersten Futuretitel – einen im Einzel und drei im Doppel. In Wimbledon gab er mit Damien Roberts sein Grand-Slam-Debüt, das sie glatt in drei Sätzen verloren. In Tel Aviv stand er mit Andrew Ilie als Partner erstmals im Challenger-Endspiel. Von Januar bis Juli 2000 pausierte Hadad und fiel in der Rangliste weit zurück, gewann im Doppel aber noch zwei Futures.
2001 wurde wieder erfolgreich für Hadad. Durch die erreichten Vorschlussrunden in Jerusalem und Kerrville zog er im Einzel wieder in die Top 300 ein, während er im Doppel eines der zwei Endspiele, in die er einzog, das in Brașov zu seinem ersten Challenger-Titel nutzte und das Jahr auf Rang 232 des Doppels beendete. Die Jahre 2002 und 2003 wurden die erfolgreichsten Hadads. Durch drei Siege in der Qualifikation gab er sein Debüt bei den French Open. In der ersten Runde besiegte er den Belgier Christophe Rochus in vier Sätzen, sein einziger Matcherfolg auf Grand-Slam-Ebene im Einzel. In der zweiten Runde unterlag er Jarkko Nieminen in vier Sätzen. Bei den US Open verlor er das letzte Qualifikationsmatch gegen Edwin Kempes. Im Davis Cup gewann Hadid gegen den Österreicher Markus Hipfl, der an Position 68 notiert war, mit 6:3 und 6:0. Das war für lange Zeit sein letztes Match im Davis Cup. Im Doppel gewann er in Ho-Chi-Minh-Stadt und Aptos die Titel und stand zudem im Finale von Binghamton. Rund um die Teilnahme von Amir Hadad an der Seite des muslimischen Pakistaners Aisam-ul-Haq Qureshi gab es ein im Vorfeld von Wimbledon ein großes Medienecho, das sich beinahe zu einem Politikum entwickelte. Besonders auf pakistanischer Seite wurde stark kritisiert, dass Qureshi als Muslim mit einem Juden spielt. In dessen Folge wurde er aus der Davis-Cup-Mannschaft Pakistans geworfen (der Rauswurf wurde später revidiert). Die beiden Partner widmeten ihr Zusammenspiel dem „Frieden“ und setzten sich für die Trennung von Sport und Religion ein. Sportlich überzeugten sie, indem sie sowohl die erste Runde als auch die zweite Runde gegen die an 11 gesetzten Ellis Ferreira und Rick Leach glatt in drei Sätzen für sich entschieden, bevor sie gegen Cyril Suk und Martin Damm ausschieden. Auch bei den US Open überstanden sie die Auftakthürde, schieden aber in Runde 2 aus. Von der ATP erhielten sie für ihren Beitrag zur Völkerverständigung den Arthur Ashe Humanitarian Award. In der Mixed-Konkurrenz ging Hadad mit Petra Mandula ebenfalls an den Start. In seinem einzigen Turnier in dieser Wertung erreichten sie das Viertelfinale. Im Einzel und Doppel schloss er das Jahr auf Platz 231 respektive 114 am besten in seiner Karriere ab.
2003 gewann er den einzigen Challenger-Titel im Einzel in Ho-Chi-Minh-Stadt. Kurz darauf stand er auf seinem Karrierehoch von Rang 180. Im Doppel war er bei fünf Challengers siegreich (viermal mit Levy), zwei weitere Male stand er im Endspiel. Mit Qureshi nahm er Anfang des Jahres ohne Erfolg an den ATP-World-Turnieren in Mailand und Kopenhagen teil. Genauso erfolglos verlief auch ihre zweite Teilnahme an Wimbledon. Jedes Mal verloren sie ihre Erstrundenpartie. So hoch wie Platz 87 im Mai 2003 kam er nie wieder in der Weltrangliste.
Den größten Teil der Saison 2004 verpasste er verletzungsbedingt. Nach einer Verletzung begann er zu früh wieder zu spielen, sodass er dreimal operiert werden musste, zweimal am Handgelenk, einmal an Knie. Erstmals seit 1999 blieb er sogar titellos. 2005 gewann er im Doppel neben zwei Challengers auch wieder zwei Futures, wo er zwischenzeitlich wieder antreten musste. Im Einzel gewann er nach 1999 seinen zweiten Future-Titel. Zudem kämpfte er sich in Los Angeles und Peking durch die Qualifikation. Die ersten Runden gegen Cecil Mamiit und Dick Norman überstand er anschließend jeweils. Ende des Jahres war er in beiden Wertungen wieder Teil der besten 300 Spieler.
In den folgenden Jahren hielt Hadad sein Niveau im Einzel nicht. 2006 gewann er die zwei letzten Future-Titel, fiel Ende 2005 aus den Top 500 und konnte bis Karriereende diese Schwelle auch nicht mehr überwinden. Anders verhielt es sich im Doppel, wo er 2006 den sechsten Challengertitel gewann. Von Mitte 2006 bis Mitte 2007 spielte er hingegen fast keine Turniere, sodass er auch hier zunächst wieder bei Futures einstieg und dort zwei Titel gewann. 2008 hielt er sich mit seinem letzten Challengertitel in Banja Luka in den Top 400, ehe er 2009 nochmal drei Finals mit Harel Levy erreichte und ein letztes Mal in die Top 200 einstieg. Mit Andy Ram kehrte er 2009 auch für sein letztes Davis-Cup-Match zurück, das sie verloren. Seine Bilanz für Israel ist 5:7 in acht Begegnungen. Im April 2010 spielte er sein letztes Turnier.

## Erfolge
| Legende (Anzahl der Siege) |
| Grand Slam                 |
| ATP Finals                 |
| ATP Tour Masters 1000      |
| ATP Tour 500               |
| ATP Tour 250               |
| ATP Challenger Tour (13)   |

### Einzel

#### Turniersiege
| Nr. | Datum         | Turnier           | Belag     | Finalgegner      | Ergebnis  |
| --- | ------------- | ----------------- | --------- | ---------------- | --------- |
| 1.  | 16. März 2003 | Ho-Chi-Minh-Stadt | Hartplatz | Juri Schtschukin | 6:4, 7:62 |

### Doppel

#### Turniersiege
| Nr. | Datum              | Turnier           | Belag         | Partner                  | Finalgegner                           | Ergebnis         |
| --- | ------------------ | ----------------- | ------------- | ------------------------ | ------------------------------------- | ---------------- |
| 1.  | 8. September 2001  | Brașov            | Sand          | Lovro Zovko              | Ben Ellwood Kalle Flygt               | 6:1, 4:6, 6:4    |
| 2.  | 2. März 2002       | Ho-Chi-Minh-Stadt | Hartplatz     | Martín Vassallo Argüello | Brandon Coupe Brandon Hawk            | 6:4, 6:4         |
| 3.  | 20. Juli 2002      | Aptos             | Hartplatz     | Alexander Peya           | Jaymon Crabb Peter Luczak             | 7:62, 7:5        |
| 4.  | 8. März 2003       | Kyōto             | Teppich (i)   | Harel Levy               | Scott Humphries Mark Merklein         | 6:4, 6:73, 6:3   |
| 5.  | 12. April 2003     | Sanremo           | Sand          | Harel Levy               | Fred Hemmes Raemon Sluiter            | 6:4, 6:4         |
| 6.  | 3. Mai 2003        | Rom (1)           | Sand          | Martín Vassallo Argüello | Manuel Jorquera Diego Moyano          | 6:4, 3:6, 6:3    |
| 7.  | 4. Oktober 2003    | Groningen         | Hartplatz (i) | Harel Levy               | Juan Balcells Juan Albert Viloca      | 6:2, 6:4         |
| 8.  | 1. November 2003   | Nottingham        | Hartplatz (i) | Andy Ram                 | Jan Hájek Wang Yeu-tzuoo              | 3:6, 6:3, 6:1    |
| 9.  | 4. Juni 2005       | Fürth             | Sand          | Harel Levy               | Adam Chadaj Stéphane Robert           | 6:4, 6:77, 6:3   |
| 10. | 8. Juli 2005       | Budaörs           | Sand          | Harel Levy               | Jan Frode Andersen Johan Landsberg    | 6:1, 6:2         |
| 11. | 6. Mai 2006        | Rom (2)           | Sand          | Konstantinos Economidis  | Manuel Jorquera Giancarlo Petrazzuolo | 6:4, 4:6, [10:5] |
| 12. | 20. September 2008 | Banja Luka        | Sand          | Attila Balázs            | Rameez Junaid Philipp Marx            | 7:5, 6:2         |